# Rue du Calvaire (Paris)
Pour l’article homonyme, voir Rue du Calvaire.
La rue du Calvaire est une rue en pente raide du 18e arrondissement de Paris, proche de la butte Montmartre. 

## Situation et accès
Cette rue est en réalité un escalier qui mène de la rue Gabrielle à la place du Calvaire.

## Origine du nom
Elle tient son nom du calvaire qu'on édifia en 1805 au sommet de la butte, près de l'église Saint-Pierre de Montmartre. 

## Historique
Cette voie de l'ancienne commune de Montmartre est percée en 1844, sous sa dénomination actuelle, puis est rattachée à la voirie de Paris en 1863.
Un décret du 11 août 1867 avait déclaré d'utilité publique le prolongement de cette rue au-delà de la place du Tertre jusqu'à la rue Saint-Rustique.

## Bâtiments remarquables et lieux de mémoire
Cette voie est comprise dans le site du Vieux Montmartre.

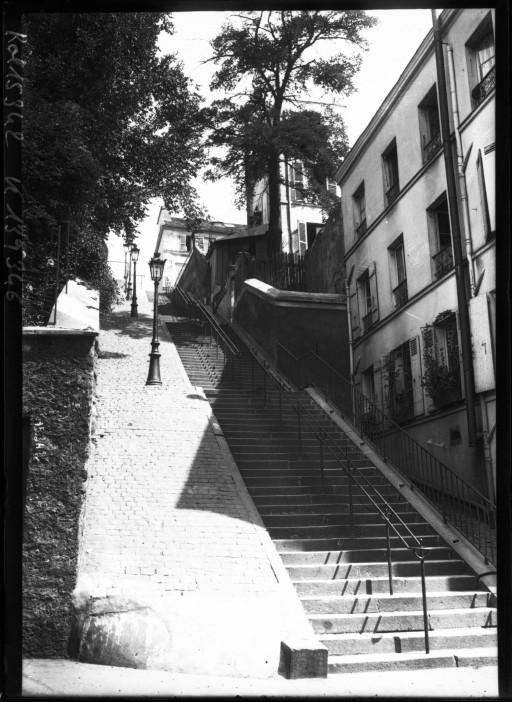
La rue en 1911.
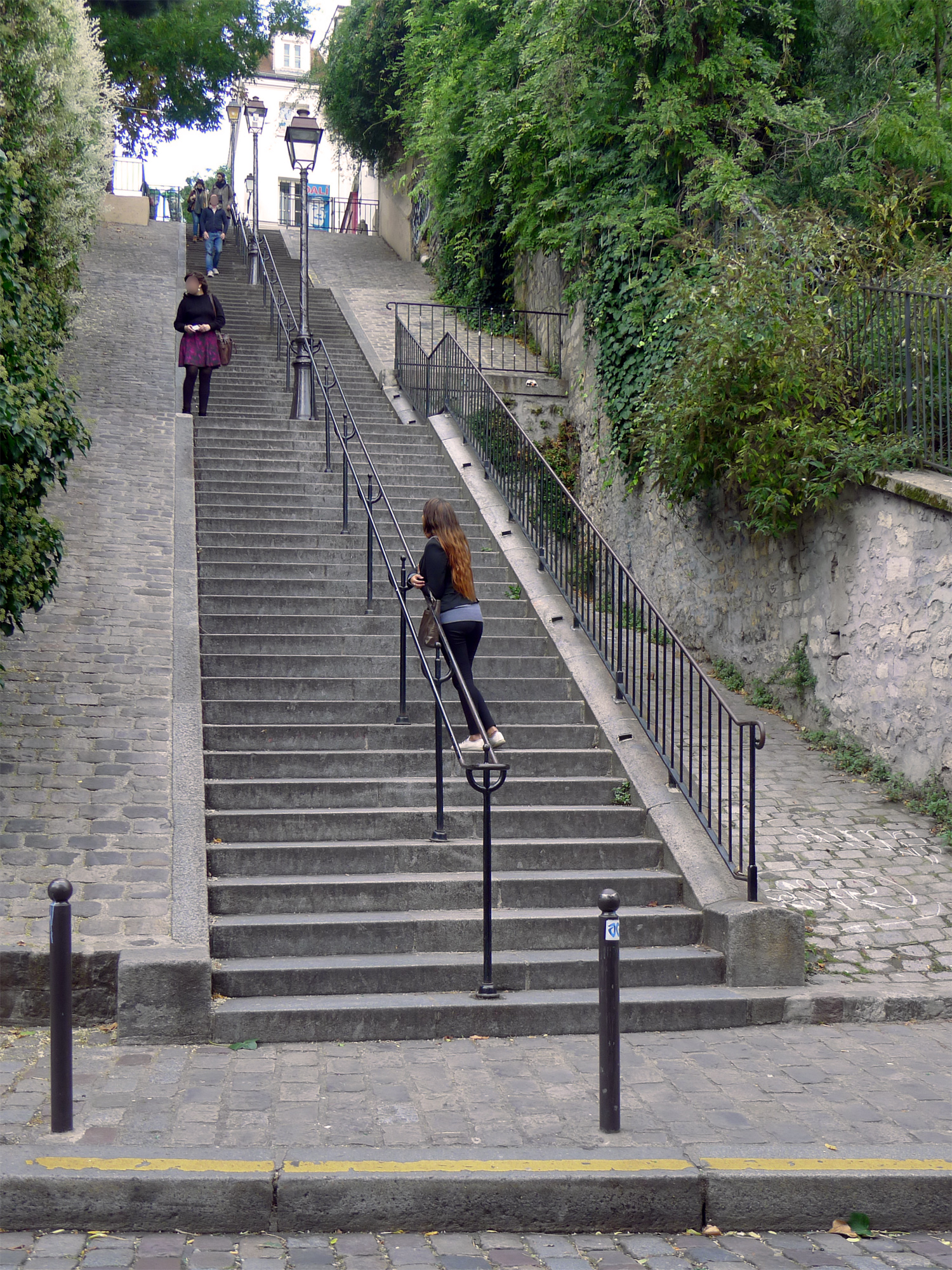
La rue en 2013.